# Supercupa Sloveniei
Supercupa Sloveniei a fost o competiția fotbalistică Supercupa din Slovenia, disputată între campioana din PrvaLiga și câștigătoarea Cupei Sloveniei.
Până în 2007 competiția se desfășura doar ocazional. Începând cu 2007, ea a avut loc anual în luna iulie până când a fost desființată începând cu ediția din 2015.

## Ediții
| An                  | Câștigătoare                                                                                   | Scor                                                                                           | Finalistă                                                                                      | Stadion                                                                                        |
| ------------------- | ---------------------------------------------------------------------------------------------- | ---------------------------------------------------------------------------------------------- | ---------------------------------------------------------------------------------------------- | ---------------------------------------------------------------------------------------------- |
| 1992                | Nu s-a disputat (Olimpija1 won the 1991–92 PrvaLiga și Maribor a câștigat 1991–92 Cup.)        | Nu s-a disputat (Olimpija1 won the 1991–92 PrvaLiga și Maribor a câștigat 1991–92 Cup.)        | Nu s-a disputat (Olimpija1 won the 1991–92 PrvaLiga și Maribor a câștigat 1991–92 Cup.)        | Nu s-a disputat (Olimpija1 won the 1991–92 PrvaLiga și Maribor a câștigat 1991–92 Cup.)        |
| 1993                | Nu s-a disputat (Olimpija1 won the Double.)                                                    | Nu s-a disputat (Olimpija1 won the Double.)                                                    | Nu s-a disputat (Olimpija1 won the Double.)                                                    | Nu s-a disputat (Olimpija1 won the Double.)                                                    |
| 1994                | Nu s-a disputat (Olimpija1 won the 1993–94 PrvaLiga și Maribor a câștigat 1993–94 Cup.)        | Nu s-a disputat (Olimpija1 won the 1993–94 PrvaLiga și Maribor a câștigat 1993–94 Cup.)        | Nu s-a disputat (Olimpija1 won the 1993–94 PrvaLiga și Maribor a câștigat 1993–94 Cup.)        | Nu s-a disputat (Olimpija1 won the 1993–94 PrvaLiga și Maribor a câștigat 1993–94 Cup.)        |
| 1995 26 July 1995   | Olimpija1 Câștigătoare a 1994–95 PrvaLiga                                                      | 2–1                                                                                            | Mura1 Câștigătoare a 1994–95 Cup                                                               | Bežigrad Stadium, Ljubljana                                                                    |
| 1996 31 July 1996   | Gorica Câștigătoare a 1995–96 PrvaLiga                                                         | 3–1                                                                                            | Olimpija1 Câștigătoare a 1995–96 Cup                                                           | Sports Park, Nova Gorica                                                                       |
| 1997                | Nu s-a disputat (Maribor won the Double.)                                                      | Nu s-a disputat (Maribor won the Double.)                                                      | Nu s-a disputat (Maribor won the Double.)                                                      | Nu s-a disputat (Maribor won the Double.)                                                      |
| 1998                | Nu s-a disputat (Maribor a câștigat 1997–98 PrvaLiga și Rudar Velenje a câștigat 1997–98 Cup.) | Nu s-a disputat (Maribor a câștigat 1997–98 PrvaLiga și Rudar Velenje a câștigat 1997–98 Cup.) | Nu s-a disputat (Maribor a câștigat 1997–98 PrvaLiga și Rudar Velenje a câștigat 1997–98 Cup.) | Nu s-a disputat (Maribor a câștigat 1997–98 PrvaLiga și Rudar Velenje a câștigat 1997–98 Cup.) |
| 1999                | Nu s-a disputat (Maribor won the Double.)                                                      | Nu s-a disputat (Maribor won the Double.)                                                      | Nu s-a disputat (Maribor won the Double.)                                                      | Nu s-a disputat (Maribor won the Double.)                                                      |
| 2000                | Nu s-a disputat (Maribor a câștigat 1999–2000 PrvaLiga și Olimpija1 won the 1999–2000 Cup.)    | Nu s-a disputat (Maribor a câștigat 1999–2000 PrvaLiga și Olimpija1 won the 1999–2000 Cup.)    | Nu s-a disputat (Maribor a câștigat 1999–2000 PrvaLiga și Olimpija1 won the 1999–2000 Cup.)    | Nu s-a disputat (Maribor a câștigat 1999–2000 PrvaLiga și Olimpija1 won the 1999–2000 Cup.)    |
| 2001                | Nu s-a disputat (Maribor a câștigat 2000–01 PrvaLiga și Gorica a câștigat 2000–01 Cup.)        | Nu s-a disputat (Maribor a câștigat 2000–01 PrvaLiga și Gorica a câștigat 2000–01 Cup.)        | Nu s-a disputat (Maribor a câștigat 2000–01 PrvaLiga și Gorica a câștigat 2000–01 Cup.)        | Nu s-a disputat (Maribor a câștigat 2000–01 PrvaLiga și Gorica a câștigat 2000–01 Cup.)        |
| 2002                | Nu s-a disputat (Maribor a câștigat 2001–02 PrvaLiga și Gorica a câștigat 2001–02 Cup.)        | Nu s-a disputat (Maribor a câștigat 2001–02 PrvaLiga și Gorica a câștigat 2001–02 Cup.)        | Nu s-a disputat (Maribor a câștigat 2001–02 PrvaLiga și Gorica a câștigat 2001–02 Cup.)        | Nu s-a disputat (Maribor a câștigat 2001–02 PrvaLiga și Gorica a câștigat 2001–02 Cup.)        |
| 2003                | Nu s-a disputat (Maribor a câștigat 2002–03 PrvaLiga și Olimpija1 won the 2002–03 Cup.)        | Nu s-a disputat (Maribor a câștigat 2002–03 PrvaLiga și Olimpija1 won the 2002–03 Cup.)        | Nu s-a disputat (Maribor a câștigat 2002–03 PrvaLiga și Olimpija1 won the 2002–03 Cup.)        | Nu s-a disputat (Maribor a câștigat 2002–03 PrvaLiga și Olimpija1 won the 2002–03 Cup.)        |
| 2004                | Nu s-a disputat (Gorica a câștigat 2003–04 PrvaLiga și Maribor a câștigat 2003–04 Cup.)        | Nu s-a disputat (Gorica a câștigat 2003–04 PrvaLiga și Maribor a câștigat 2003–04 Cup.)        | Nu s-a disputat (Gorica a câștigat 2003–04 PrvaLiga și Maribor a câștigat 2003–04 Cup.)        | Nu s-a disputat (Gorica a câștigat 2003–04 PrvaLiga și Maribor a câștigat 2003–04 Cup.)        |
| 2005                | Nu s-a disputat (Gorica a câștigat 2004–05 PrvaLiga și Celje a câștigat 2004–05 Cup.)          | Nu s-a disputat (Gorica a câștigat 2004–05 PrvaLiga și Celje a câștigat 2004–05 Cup.)          | Nu s-a disputat (Gorica a câștigat 2004–05 PrvaLiga și Celje a câștigat 2004–05 Cup.)          | Nu s-a disputat (Gorica a câștigat 2004–05 PrvaLiga și Celje a câștigat 2004–05 Cup.)          |
| 2006                | Nu s-a disputat (Gorica a câștigat 2005–06 PrvaLiga și Koper a câștigat 2005–06 Cup.)          | Nu s-a disputat (Gorica a câștigat 2005–06 PrvaLiga și Koper a câștigat 2005–06 Cup.)          | Nu s-a disputat (Gorica a câștigat 2005–06 PrvaLiga și Koper a câștigat 2005–06 Cup.)          | Nu s-a disputat (Gorica a câștigat 2005–06 PrvaLiga și Koper a câștigat 2005–06 Cup.)          |
| 2007 14 July 2007   | Domžale Câștigătoare a 2006–07 PrvaLiga                                                        | 2–1                                                                                            | Koper Câștigătoare a 2006–07 Cup                                                               | Sports Park, Domžale                                                                           |
| 2008 9 July 2008    | Interblock Câștigătoare a 2007–08 Cup                                                          | 0–0 AET, 7–6 Pen.                                                                              | Domžale Câștigătoare a 2007–08 PrvaLiga                                                        | Sports Park, Domžale                                                                           |
| 2009 8 July 2009    | Maribor Câștigătoare a 2008–08 PrvaLiga                                                        | 3–2 AET                                                                                        | Interblock Câștigătoare a 2008–09 Cup                                                          | Ljudski vrt, Maribor                                                                           |
| 2010 9 July 2010    | Koper Câștigătoare a 2009–10 PrvaLiga                                                          | 0–0 AET, 5–4 Pen.                                                                              | Maribor Câștigătoare a 2009–10 Cup                                                             | Ljudski vrt, Maribor                                                                           |
| 2011 8 July 2011    | Domžale Câștigătoare a 2010–11 Cup                                                             | 2–1                                                                                            | Maribor Câștigătoare a 2010–11 PrvaLiga                                                        | Ljudski vrt, Maribor                                                                           |
| 2012 8 July 2012    | Maribor Câștigătoare a 2011–12 PrvaLiga                                                        | 2–1                                                                                            | Olimpija Runners-up of the 2011–12 PrvaLiga                                                    | Ljudski vrt, Maribor                                                                           |
| 2013 7 July 2013    | Maribor Câștigătoare a 2012–13 PrvaLiga                                                        | 3–0                                                                                            | Olimpija Runners-up of the 2012–13 PrvaLiga                                                    | Arena Petrol, Celje                                                                            |
| 2014 13 august 2014 | Maribor Câștigătoare a 2013–14 PrvaLiga                                                        | 4–1                                                                                            | ND Gorica Câștigătoare a 2013–14 Cup                                                           | Ljudski vrt, Maribor                                                                           |
| 2015 5 iulie 2015   | Koper Câștigătoare a 2014–15 Cup                                                               | 0-0(d.p.p) 3-2 Pen.                                                                            | Maribor Câștigătoare a 2014–15 PrvaLiga                                                        | Bonifika Stadium, Koper                                                                        |
| 2016 16 iulie 2016  | Competiția a fost desființată!                                                                 | Competiția a fost desființată!                                                                 | Competiția a fost desființată!                                                                 | Competiția a fost desființată!                                                                 |

1Both clubs were abolished in 2004.

## Performanță după club
| Club                | Trofee | Ani                    |
| ------------------- | ------ | ---------------------- |
| Maribor             | 4      | 2009, 2012, 2013, 2014 |
| Domžale             | 2      | 2007, 2011             |
| Koper               | 2      | 2010,2015              |
| Gorica              | 1      | 1996                   |
| Interblock          | 1      | 2008                   |
| Olimpija1 (defunct) | 1      | 1995                   |

1The club was abolished in 2004.